# Jane Arthur

Jane Arthur (de soltera Jane Glen, 18 de novembre del 1827 - 25 de maig del 1907) fou una filantropa feminista, sufragista i activista escocesa. Fou la primera dona membre d'una junta escolar escocesa.

## Biografia
Jane Glen nasqué a Foxbar, a Renfrewshire, el 18 de novembre del 1827; sos pares eren Jessie Fulton i Thomas Glen. La seua família estava relacionada amb el fabricant de fils Group Coats. El 1847, es va casar amb James Arthur. Els Arthur venien roba a l'engròs i compraren una propietat a Barshaw. Un dels seus fills, Matthew, es va convertir en Lord Glenarthur.
Les eleccions de dones a les juntes escolars s'aprovaren en la Llei d'Educació escocesa de 1872. El 1873, Jane Arthur fou la primera escocesa a presentar-se i ser triada membre de la junta escolar de Paisley. Una mica més tard foren triades Phoebe Blyth i Flora Stevenson per a la junta escolar d'Edimburg.
Jane Arthur feu campanya a favor del sufragi femení i de la temprança, i va becar un estudiant de Renfrewshire i una estudiant de medicina. El 1892 creà l'Arthur Fellowship per a promoure l'educació mèdica de les dones. Jane Arthur també va crear la Societat Dorcas a finals de la dècada dels 1880 per a proporcionar roba als que es recuperaven en Paisley Infirmary i, amb el seu espòs, proporcionava sopa i pa a les persones sense recursos que havien sortit recentment de l'hospital. El 1903 es creà el Fons Jane Arthur per a pagar la recuperació de pacients sense diners. Arthur també fou vicepresidenta de l'Associació Sanitària de Dames de Paisley, que, el 1866, construí banys públics. La seua germana n'era la presidenta. Ella i el seu espòs col·laboraren en la construcció de la casa d'hostes Paisley i proporcionaven te als interns de la casa. Participà activament en el moviment sufragista i hi fou recolzada pels membres masculins de la seua família.